# Klan Radical
El Klan Radical o Clan Radical (en las referencias de la época aparece con la letra "k") fue una fuerza de choque paramilitar radical-yrigoyenista, que existió en la Argentina entre 1929 y 1930, aproximadamente. Es conocida principalmente por haberse enfrentado en la vía pública con organizaciones que conspiraban contra el gobierno de Hipólito Yrigoyen, como la Liga Patriótica Argentina de tendencia fascista, presidida por el también radical Manuel Carlés.

## Origen
No se dispone de mucha información sobre esta organización, debido a su corta duración y el carácter oscuro de muchas de sus actividades.
El partido radical tradicionalmente contaba con fuerzas de choque para desbandar los mítines de los partidos opositores durante las elecciones y defender sus propias manifestaciones. Presuntamente sobre estas bases se organiza el Klan Radical a mediados de 1929 con la intención de defender al gobierno de Yrigoyen de los ataques desestabilizadores de los sectores conservadores de la sociedad, que habían aumentado su presión con el impacto de la crisis económica internacional en la Argentina.
Según el diario  La Fronda, el Klan Radical era un grupo de choque del gobierno para perseguir a los disidentes políticos. Si bien no hay mucha información sobre sus miembros, algunos autores señalan que estaban organizados por congresales con contacto directo con los comités radicales
En respuesta a esta organización, los conservadores crearon la Liga Republicana, una ente que agrupaba a todas las organizaciones conservadoras del país, entre ellas, a la Liga Patriótica.

## Acción
Durante 1930 se producen marchas de empleados públicos a favor del gobierno radical. El Klan crece durante este año, siendo su principal forma de acción pegar afiches con diversas consignas en la vía pública.
Una crónica de la época indica:

La Liga Republicana convocaba a la oposición frontal, el llamado Klan Radical trató de neutralizar a los opositores con la violencia, y ésta llamó al combate callejero a la Liga Patriótica Argentina. La violencia ganó la calle, los incidentes menudearon y el ambiente de crisis económica, política y social se tornó, para muchos, insoportable.

Según el historiador David Rock, el Klan Radical asesinó al político opositor mendocino Carlos Washington Lencinas en diciembre de 1929
Durante el Golpe de Estado de 1930 encabezado por José Félix Uriburu, el Klan tiroteó a la columna golpista desde el edificio del Congreso de la Nación Argentina 3.

## Disolución
Si bien no hay una fecha exacta de su disolución (así como tampoco la hay de su fundación), cabe suponer que la misma ocurre de facto con el derrocamiento de Hipólito Yrigoyen el 6 de septiembre de 1930.